# بوریس یلتسین
بوریس نیکولایویچ یلتسین (روسی: Борис Николаевич Ельцин؛ ۱ فوریه ۱۹۳۱ – ۲۳ آوریل ۲۰۰۷) سیاستمدار و دولتمرد اهل شوروی و روسیه بود که از سال ۱۹۹۱ تا ۱۹۹۹ به‌عنوان رئیس‌جمهور روسیه خدمت کرد. او از سال ۱۹۶۱ تا ۱۹۹۰ عضو حزب کمونیست اتحاد جماهیر شوروی بود. پس از آن، به‌عنوان سیاستمدار مستقل فعالیت کرد و در این دوران به لحاظ ایدئولوژیک با لیبرالیسم همسو شد.
یلتسین دوران کودکی خود را در کازان و برزنیکی گذراند. پس از تحصیل در دانشگاه صنعتی اورال، در حوزه ساخت‌وساز مشغول به کار شد. با پیوستن به حزب کمونیست، در سلسله‌مراتب آن پیشرفت کرد و در سال ۱۹۷۶ به‌عنوان دبیر اول کمیته حزب در استان سوردلوفسک منصوب شد. یلتسین ابتدا از اصلاحات پرسترویکای میخائیل گورباچف، رهبر شوروی، حمایت می‌کرد، اما بعدها این اصلاحات را بیش از حد معتدل دانست و خواستار گذار به یک دموکراسی نیابتی چندحزبی شد. در سال ۱۹۸۷، او اولین فردی بود که از پلیتبوروی کمیته مرکزی حزب کمونیست اتحاد شوروی استعفا داد. این اقدام باعث محبوبیت او به‌عنوان چهره ضد دستگاه حکومتی شد و او را به‌عنوان رهبر جنبش ضدکمونیستی معرفی کرد. در سال ۱۹۹۰، به‌عنوان رئیس شورای عالی روسیه انتخاب و در سال ۱۹۹۱ به‌عنوان رئیس جمهوری فدراتیو سوسیالیستی روسیه شوروی برگزیده شد و به اولین رئیس دولت منتخب مردمی در تاریخ روسیه تبدیل گردید. یلتسین با رهبران ملی‌گرای غیر روسی متحد شد و نقش مهمی در انحلال رسمی اتحاد جماهیر شوروی در دسامبر همان سال ایفا کرد. با انحلال اتحاد جماهیر شوروی، جمهوری فدراتیو سوسیالیستی روسیه شوروی به فدراسیون روسیه، یک کشور مستقل، تبدیل شد. در این گذار، یلتسین همچنان به‌عنوان رئیس‌جمهور در قدرت باقی ماند. او در انتخابات ریاست‌جمهوری روسیه در سال ۱۹۹۶ مجدداً انتخاب شد، انتخاباتی که منتقدان آن را سراپا فاسد توصیف کردند.
یلتسین نظارت بر گذار اقتصاد روسیه از دستوری به اقتصاد بازار سرمایه‌داری را بر عهده داشت و با اجرای شوک درمانی اقتصادی، تعیین نرخ ارز بازار برای روبل، خصوصی‌سازی سراسری و حذف کنترل قیمت‌ها، این تغییرات را عملی کرد. این تغییرات منجر به رکود اقتصادی، نوسانات و تورم شد. در جریان این تغییرات اقتصادی، تعداد کمی از الیگارش‌ها بیشتر اموال و ثروت ملی را به دست آوردند و انحصارات بین‌المللی بر بازار تسلط یافتند. در سال ۱۹۹۳، بحرانی در قانون اساسی به وجود آمد، زمانی که یلتسین دستور انحلال غیرقانونی پارلمان روسیه را صادر کرد و پارلمان او را استیضاح کرد. این بحران با حمله نیروهای وفادار به یلتسین به ساختمان پارلمان و سرکوب یک قیام مسلحانه پایان یافت. او سپس قانون اساسی جدیدی معرفی کرد که به‌طور قابل توجهی اختیارات رئیس‌جمهور را گسترش داد. پس از بحران، یلتسین تا سال ۱۹۹۴ کشور را با حکم حکومتی اداره کرد، زیرا شورای عالی روسیه غایب بود. دیدگاه‌های جدایی‌طلبانه در قفقاز روسیه منجر به جنگ نخست چچن، جنگ داغستان و جنگ دوم چچن بین سال‌های ۱۹۹۴ تا ۱۹۹۹ شد. در سطح بین‌المللی، یلتسین همکاری‌های جدیدی با اروپا داشت و توافق‌نامه‌هایی برای کنترل تسلیحات با ایالات متحده امضا کرد. در میان فشارهای داخلی فزاینده، او در پایان سال ۱۹۹۹ استعفا داد و جانشین منتخب خود، ولادیمیر پوتین، که چند ماه قبل به‌عنوان نخست‌وزیر منصوب کرده بود، جایگزین او شد. پس از ترک قدرت، او زندگی کم‌حاشیه‌ای داشت و پس از مرگش در سال ۲۰۰۷، مراسم تشییع جنازه دولتی برای او برگزار شد.
یلتسین در اواخر دهه ۱۹۸۰ و اوایل دهه ۱۹۹۰ در درون کشور بسیار محبوب بود، اما بحران‌های اقتصادی و سیاسی دوران ریاست‌جمهوری‌اش به اعتبارش آسیب زد و او در حالی از قدرت کناره‌گیری کرد که در میان مردم روسیه بسیار نامحبوب بود. او به دلیل نقش خود در فروپاشی اتحاد جماهیر شوروی، تبدیل روسیه به دموکراسی نیابتی و معرفی آزادی‌های جدید سیاسی، اقتصادی و فرهنگی مورد ستایش و انتقاد قرار گرفت. از سوی دیگر، او به سوءمدیریت اقتصادی، سوءاستفاده از قدرت ریاست‌جمهوری، رفتار خودکامه، فساد و تضعیف جایگاه روسیه به‌عنوان قدرت بزرگ جهانی متهم شد.

## زندگی سیاسی
در مه ۱۹۹۰ بوریس یلتسین برآمدن به قدرت را آغاز کرد. او در ۲۹ مه به رهبری جمهوری فدراتیو سوسیالیستی روسیه شوروی انتخاب شد. یلتسین جاه طلب و در میان مردم روسیه محبوب بود. او از حزب کمونیست کاملاً کنار کشید و شروع به طرفداری از تغییرات واقعی سیاسی و اصلاحات اقتصادی کرد. طی چند ماه بعدی شش جمهوری اعلام استقلال کردند. روسیه و اوکراین اعلام کردند که قوانین شان بر قوانین شوروی تقدم خواهد داشت. همین که جمهوری‌ها بر قدرت سیاسی خود پای فشردند، رابطه بین این جمهوری‌ها و مسکو پرتنش شد. به گفته تاریخدانان ایزاک و داونینگ یک دو راهی به طرف گورباچف و بازسازی اتحاد شوروی پیش می‌رفت و دیگری به طرف یلتسین و روسیه و انحلال اتحاد شوروی. با پایان یافتن سال ۱۹۹۰ اتحاد شوروی با زمامداری گورباچف، گام‌های بزرگی در جهت اصلاحات برداشته بود. شورای عالی به ایجاد نظام چند حزبی و مجاز شمردن آزادی مذهب رای داده بود. اما تا پایان سال گورباچف با فشار از جانب تندروی‌های کمونیست مواجه شد. ادوارد شواردنادزه وزیر امور خارجه در دسامبر کناره‌گیری کرد و هشدار داد که نیروهای اقتدارطلب در حال قبضه کردن دولت شوروی هستند. به واقع راهکارهای شوروی تغییر کرده بود. در ژانویه ۱۹۹۱ سربازان و پلیس ضدشورش شوروی، ساختمان‌های دولتی را در ویل نیوز در پایتخت لیتوانی و ریگا پایتخت لتونی به تصرف درآورند.
یکشنبه ۱۳ ژانویه به یکشنبه خونین معروف شد. چون سربازان شوروی به برج تلویزیون و دیگر ساختمان‌ها در ویل نیوز یورش بردند و ۱۴ نفر را کشتند. یکشنبه بعد نیروهای شوروی به وزارت کشور در ریگا حمله کردند و ۵ لتونیایی را کشتند. در مسکو موضع گورباچف ناروشن بود. نخست از این اقدامات دفاع کرد، بعداً آن را محکوم ساخت. هزاران نفر در اعتراض به این سرکوبی به خیابانها ریختند. گورباچف تلاش می‌کرد اتحاد شوروی را حفظ کند و طرح‌های جدیدی برای دست نخورده نگه داشتن کشور پیشنهاد کرد که به جمهوری‌ها خودمختاری بیشتری می‌داد. پیمان اتحاد او که مستلزم تعدیل پیوند میان جمهوری‌ها و دولت مرکزی شوروی بود، در یک همه‌پرسی سراسری به تصویب رسید، اما یلتسین و چندین جمهوری رای‌گیری را تحریم کردند. در آوریل ۱۹۹۱ که گرجستان اعلام استقلال کرد به نظر می‌رسید، که وضعیت بیشتر در جهت فروپاشی است. دو ماه بعد روس‌ها بوریس یلتسین را برای سمت جدید رئیس‌جمهوری روسیه انتخاب کردند. یلتسین اینک نخستین رهبر در تاریخ روسیه بودکه به‌طور دموکراتیک انتخاب شده بود. در این میان تندروی‌های شوروی در مسکو گورباچف را زیر فشار قرار داده بودند تا وضعیت فوق‌العاده اعلام کند. اما گورباچف تقاضایشان را نادیده گرفت.
در ماه اوت ۱۹۹۱، پس از آنکه گورباچف به خانه ییلاقیش در فورس در کنار دریای سیاه سفر کرد، تصمیم گرفتند بدون او وضعیت فوق‌العاده اعلام کنند. ۱۲ تندرو در یک کودتای غافلگیر کننده، خود را کمیته دولتی برای وضعیت فوق‌العاده، اعلام کردند و به مردم گفتند گورباچف چنان بیمار است که قادر به انجام وظایفش نیست. گورباچف در فوروس تحت بازداشت خانگی قرار گرفت و تمام تلفن‌ها و دیگر وسایل ارتباطی اش قطع شده بود. اما بسیاری در دولت شوروی ارتش و کا گ ب از پیروی از دستورهای کمیته اضطراری سرباز زدند. یلتسین از مقر پارلمان روسیه ساختمانی در مسکو که کاخ سفید نامیده می‌شد، مقاومت را رهبری می‌کرد. با وجود تنش‌های بین جمهوری نوپای روسیه و دولت مرکزی، یلتسین از گورباچف به عنوان رهبر شوروی حمایت کرد. یلتسین در یک فراخوان تاریخی و جسورانه از شهروندان که از رادیوی مستقل خوانده شد و از طریق سرویس‌های تلگرافی غربی ارسال گردید، کودتا و توطئه گران را محکوم کرد و خواستار آزادی گورباچف شد. یلتسین اعلام کرد: «بی شک ضروری است به رئیس‌جمهور کشور، گورباچف فرصت داده شود با مردم سخن بگوید. امروز او در حصر است. امکان ارتباط با او از من سلب شده است. من کاملاً اطمینان دارم که هموطنان ما اجازه تأیید خودکامگی و بی قانونی توطئه گران را که همه شرم و وجدان را از دست داده‌اند نخواهند داد. ما خطاب به نظامیان از آنها می‌خواهیم، وظیفه والای شهروندی خود را آشکار سازند و در این کودتای ارتجاعی شرکت نکنند. ما تا انجام این خواسته‌ها خواستار یک اعتصاب همگانی و نامحدود هستیم.»

بوریس یلتسین در کاخ سفید همراه با بوش پدر ۱۹۹۲

حامیان یلتسین به خیابانها ریختند و در اطراف کاخ سفید در مسکو ساختمانی که دولت روسیه را در خود جا داده بود، گرد آمدند و خیابان‌های شهرهای دیگر را نیز پر کردند؛ مثلاً در سنت پترزبورگ مردم به خیابان‌ها ریختند تا حمایت خود را از شهردار آناتولی سوکچاک که از یلتسین در مخالفت با کودتا پشتیبانی می‌کرد، نشان دهند. اما توطئه گران در مأموریت خود جدی بودند و دست کم در ابتدا از کاربرد زور هراسی نداشتند. در شب بیستم اوت، نفربرهای زرهی به طرف کاخ سفید به حرکت درآمدند و سه مرد جوان را زیر گرفتند و کشتند. اما یلتسین و انبوه فزاینده هوادارانش محکم ایستادند. در پایان کمیته اضطراری حاضر نشد، مسبب خونریزی بیشتری شود. در ساعت ۳ بامداد، ولادیمیر کرچکوف رئیس کاگ ب و یکی از اعضای کمیته اضطراری به یلتسین خبر داد که شکست را می‌پذیرد. گورباچف به پایتخت بازگشت و ضمن محکوم کردن کودتا و توطئه گران گفت: «این اشخاص از مشکلات دوره گذار و تنش در جامعه و نگرانی از این که چه بر سر ما خواهد آمد، بهره‌برداری کردند و تصمیم گرفتند نقشه‌های مبالغه آمیزی را به اجرا درآورند که جامعه ما را دستخوش آشوب کامل می‌کرد.» او همچنین خاطر نشان کرد که «اوضاع به نحو برگشت‌ناپذیری تغییر کرده است. من به کشور دیگری برگشته‌ام و اکنون خودم هم آدم دیگری هستم.»

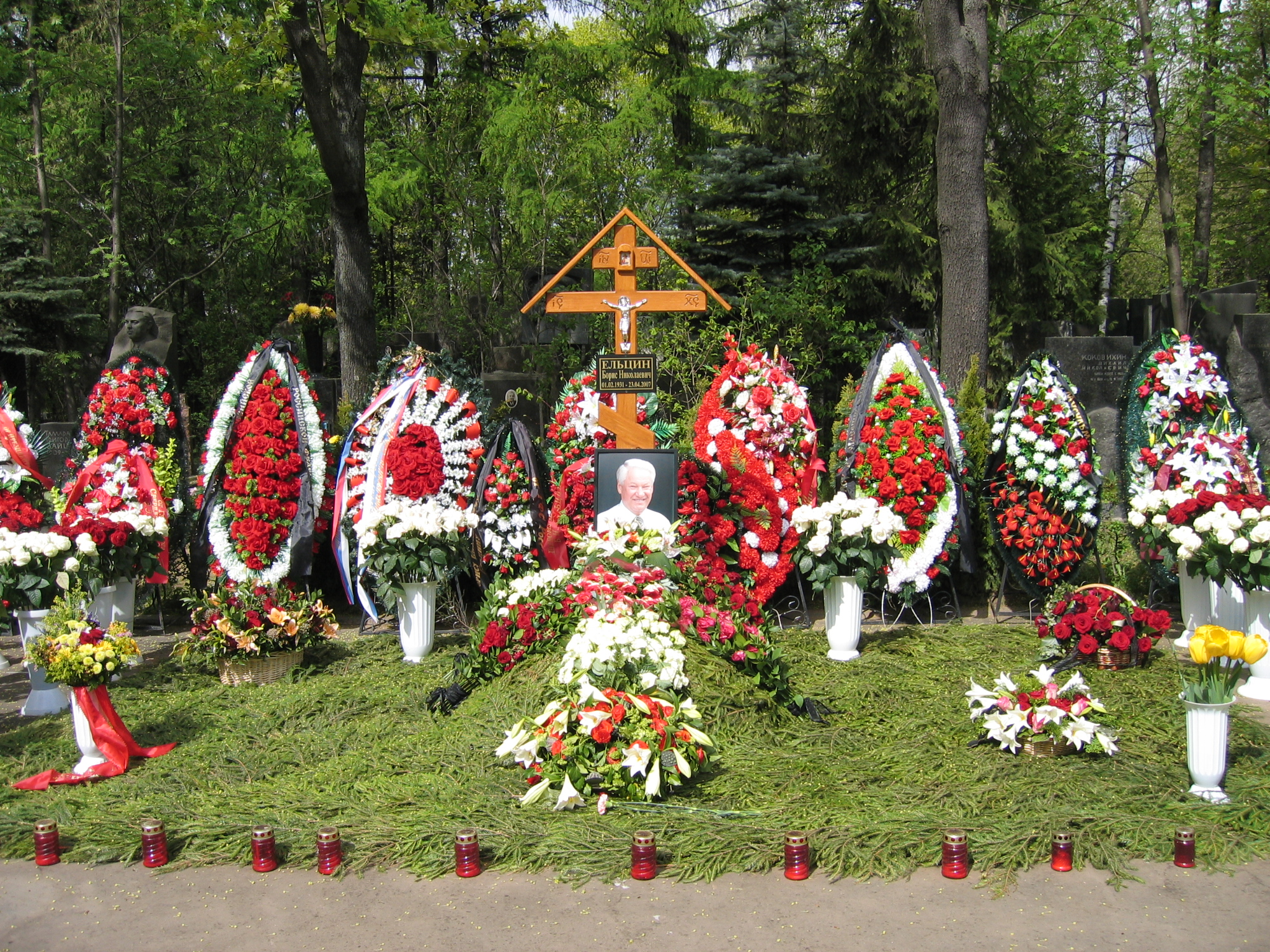
آرامگاه بوریس یلتسین در گورستان نووودویچی مسکو

یلتسین که در عقیم گذاشتن کودتا، اراده و مهارت سیاسی خود را نشان داده بود، به وضوح در کانون توجه سیاسی قرار گرفت. رهبری و شجاعت او در تمام مدت این حادثه، استعداد واقعی او را در به حرکت درآوردن مردم روسیه و رودست زدن به رهبران کودتا نشان داد. او برای خنثی کردن آنها نقشه‌های زیرکانه ای طراحی کرده و از فناوری‌های جدید برای ارتباط با غرب علی‌رغم قطع خطوط تلفنی عادی بهره برده بود. افزون برآن با پخش گزارش‌های داخلی تأیید نشده مبنی بر استعفای برخی توطئه گران سبب حالت سردرگمی در میان خود آنها شد. به گفته جان موریسون نویسند سرگذشت یلتسین رفتار یلتسین در جریان کودتا بیش از صرف شجاعت را نشان می‌داد. او نه تنها رو در روی رهبران کودتا ایستاد، بلکه با آمیزه ای از غلو و حیله‌گری آنها را از دور خارج کرد
گورباچف در ۲۵ دسامبر از رهبری حزب کمونیست شوروی کناره‌گیری کرد. تنها یک روز بعد خود حزب منحل شد. هرچند گورباچف به تلاش برای اثرگذاری در آینده اتحادیه شوری، ادامه داد، اما دیگر اعتبارش را از دست داد بود. در دسامبر یلتسین با لئونید کراچکوف از اوکراین و استانیسلاو شوشکوویچ از بلاروس ملاقات کرد تا در مورد آینده اتحاد شوروی به بحث بپردازند. آنها از گورباچف برای این نشست دعوت نکرده بودند. سه رهبر به اتفاق هم پیمانی را امضا کردند که پایان عمر اتحاد جماهیر شوروی سوسیالیستی و ایجاد کشورهای مستقل مشترک‌المنافع را به جای آن اعلام می‌کرد.
جانبداری بوریس یلتسین از برقراری دموکراسی در روسیه و کمک وی به این روند، از او در میان کشورهای غربی که خواهان فروپاشی شوروی بودند، یک چهره دموکرات ساخت.
یلتسین در سال ۱۹۹۴ دستور حمله به چچن را صادر کرد. در سال ۱۹۹۶ برای دومین بار به ریاست جمهوری فدراسیون روسیه انتخاب شد و تا سال ۱۹۹۹ در این مقام باقی‌ماند. او در تاریخ ۳۱ دسامبر ۱۹۹۹ از قدرت کناره‌گیری کرد و اداره امور کشور را به نخست‌وزیر وقت ولادیمیر پوتین سپرد.

## زندگی شخصی
یلتسین سابقه بیماری قلبی داشت و یک بار در سال ۱۹۹۶، مورد عمل جراحی قلب قرار گرفته بود. یلتسین همچنین اعتیاد شدید به مصرف الکل داشت و همین اعتیاد از دیرزمان به قلب او آسیب وارد ساخته بود.
سرانجام در ۲۳ آوریل ۲۰۰۷، کاخ کرملین، خبر درگذشت یلتسین بر اثر بیماری قلبی را در اختیار رسانه‌های روسیه گذاشت. بوریس نیکولایوچ یلتسین در هنگام مرگ، هفتاد و شش ساله بود.